# Walter FitzAlan
Walter FitzAlan (Circa 1106-1177) fue un barón anglo-normando del siglo XII que llegaría a convertirse en magnate escocés y Mayordomo de Escocia. Era el hijo menor de Alan fitz Flaad y Avelina de Hesdin. En torno a 1136, Walter entró al servicio de David I de Escocia. Se convirtió en dapifer o mayordomo del rey alrededor de 1150, y sirvió como tal para David, Malcolm IV y Guillermo I. Con el tiempo, la mayordomía pasó a manos hereditarias de los descendientes de Walter.
Walter comenzó su carrera como un barón menor inglés. Sin embargo, al llegar a Escocia, recibió una importante concesión de tierras de sus soberanos escoceses, incluyendo los señoríos provinciales occidentales de Mearns, Strathgryfe, Renfrew y North Kyle. La capital de las propiedades de Walter es incierta, aunque hay motivos para pensar que el gobierno era ejercido desde el castillo de Dundonald o del castillo de Renfrew. Walter fue benefactor de varias casas religiosas y fundó la Abadía de Paisley.
Hay razones que inducen a pensar que Walter participó en el asedio de Lisboa contra los moros en 1147. Probablemente ayudó a Malcolm en la invasión de Galloway en 1160 y que provocó la caída de Fergus de Galloway. De hecho, Walter y los demás señores coloniales asentados en el oeste de Escocia probablemente tenían como objetivo proteger el reino escocés de amenazas externas procedentes de regiones como Galloway y las Islas. En 1164, Somairle mac Gilla Brigte, rey de las islas, invadió Escocia y fue derrotado cerca de Renfrew. Es posible que Walter comandara las fuerzas escocesas.
Walter estaba casado con Eschina de Londres, posiblemente miembro de la familia Londres/London. Hay motivos para sospechar que ella descendía matrilinealmente de una familia nativa del sur de Escocia. Si es correcto, esto podría explicar por qué a Walter se le concedieron las tierras de Mow. Alternativamente, es posible que los derechos de Eschina sobre Mow surgieran simplemente de su matrimonio con Walter. Eschina y Walter fueron los padres de Alan y quizá también de Christina, una mujer que se emparentó con las familias Brus y Dunbar. Walter fue el ancestro de la familia Stewart, de la que emergería la Casa de Estuardo. Murió en 1177.

## Ascendencia y llegada a Escocia

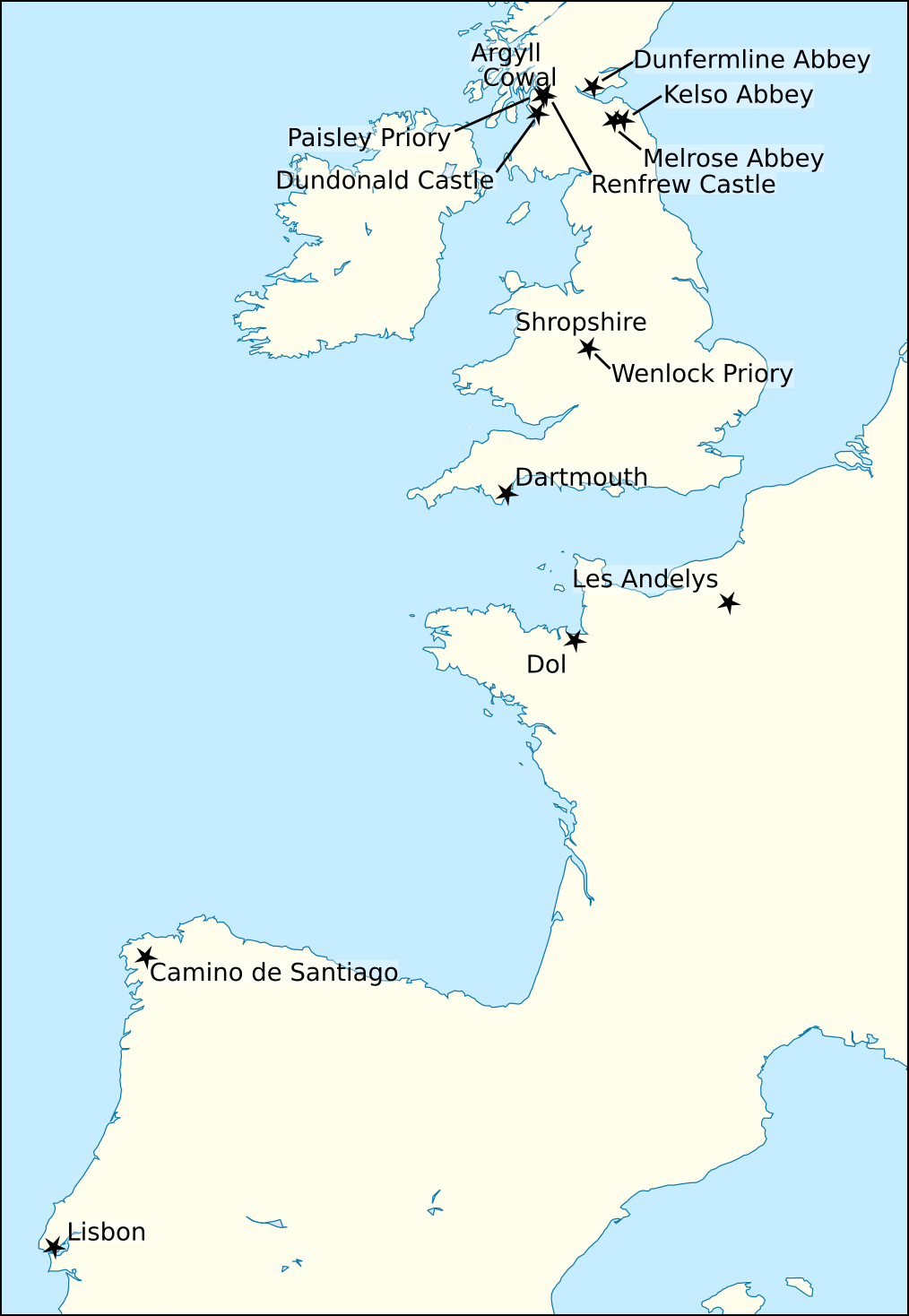
Lugares relacionados con la vida y la época de Walter

Leofwine Ealdorman de Hwicce, padre de Leofric de Blackwell, el conde de Mercia, fue el padre de Aelfgar. El conde de Mercia Aelfgar fue el padre de Ealdgyth, esposa de Griffith, Príncipe de Gales, con quien tuvieron una hija, Guenta, que se casó con Fleance. Alan, hijo de Fleance fue el padre de Walter Fitz-Alan. Era Lord Gran Mayordomo de Escocia y usaba el apellido Stewart. Su descendiente Alexander Stewart se casó con la princesa Marjory Bruce, hija de Robert, primer rey de Escocia, y su hijo sucedió con éxito a su abuelo como Roberto II. De él surgieron todos los reyes sucesivos de Escocia y de Inglaterra.
Walter era miembro de la familia Fitz Alan. Nació en torno a 1110 y era hijo de Alan fitz Flaald (fallecido en 1121) y Avelina de Hesdin. Alan y Avelina tuvieron tres hijos: Jordan, William y Walter.
El padre de Walter era un caballero bretón a quien Enrique I de Inglaterra, le había concedió tierras en Shropshire. Anteriormente, Alan había actuado como administrador de los obispos de Dol en Bretaña. Walter era un terrateniente inglés menor. Se estableció en North Stoke, al norte de Arundel, gracias a una concesión de su hermano William. Hay razones para pensar que Walter también poseía Manhood, al sur de Chichester, así comoposeía tierras en "Conelon" o "Couten", posiblemente Cound en Shropshire.
Walter parece haber llegado a Escocia alrededor de 1136, durante el reinado de David I de Escocia. Tras la muerte de Enrique en 1135, los Fitz Alan se alinearon con David y apoyaron las reclamaciones al trono inglés de la hija de Enrique, Matilde. Ciertamente, tanto William como Walter fueron testigos de las disposiciones de Matilde en 1141. En cualquier caso, la fecha de entrada de Walter en Escocia estaría marcada por la parte original de la llamada "carta fundacional" de Abadía de Melrose, en la que Walter es mencionado como testigo.

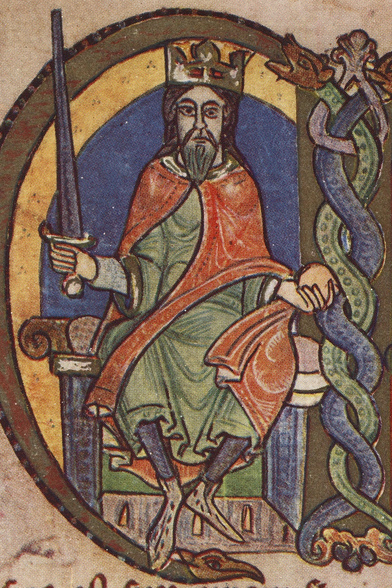
David I, rey de Escocia, tal como se lo representa en una carta real de mediados del.

Walter sirvió como dapifer  o senescallus de David. Desempeñó este cargo durante tres reinados sucesivos: los de David, Malcolm IV y Guillermo I. Walter aparece con cada vez más frecuencia en los diplomas desde, aproximadamente, 1150, y es posible que fuera alrededor de esta época cuando David le concedió la mayordomía de forma heredeitaria. Como mayordomo del rey, Walter habría sido responsable del funcionamiento diario de la casa real. Mientras que el chambelán era responsable de los dormitorios del rey, el mayordomo supervisaba el salón del rey. Es posible que David buscara reemplazar el cargo gaélico de rannaire ("divisor de alimentos") con el del mayordomo. Este cargo ciertamente parece haber sido un precursor de la mayordomía. Los antepasados de Walter habían sido mayordomos de los señores bretones de Dol. De hecho, su hermano mayor, Jordan, heredó esta administración de su padre y ocupaba este cargo cuando Walter se estableció en Escocia. Como tal, es probable que Walter poseyera cierto grado de experiencia en la profesión.

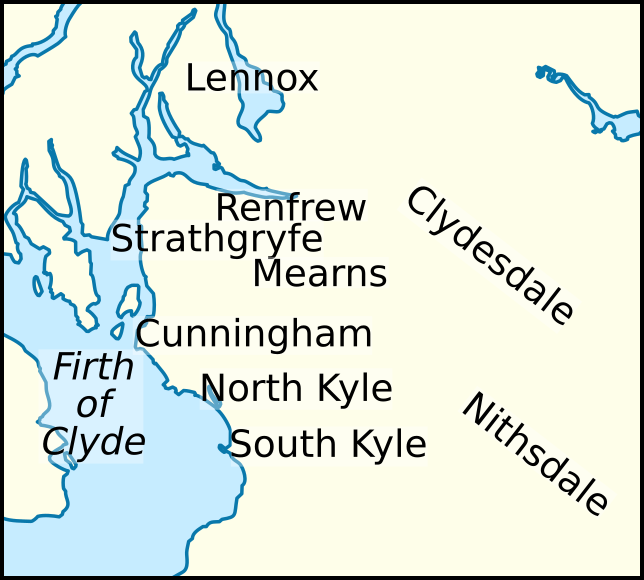
Señoríos seculares del siglo XII en la costa occidental de Escocia. El dominio de Walter incluía las regiones de Strathgryfe, Renfrew, Mearns y North Kyle. Clydesdale y South Kyle eran señoríos reales, mientras que Cunningham era un señorío de Morville.

Walter vivió durante un período de la historia en el que los monarcas escoceses buscaban atraer hombres a su reino prometiéndoles tierras. Para tales reyes, la autoridad real dependía de su capacidad para entregar territorios en las periferias del reino. Aunque los monarcas escoceses del siglo XII no crearon nuevos condados para los magnates anglonormandos entrantes, sí les concedieron señoríos provinciales. Los más importantes de estos establecimientos coloniales de mediados de siglo fueron: Annandale para Robert de Brus; Upper Eskdale y Ewesdale para Robert Avenel; Lauderdale y Cunningham para Hugh de Morville; Liddesdale para Ranulfo de Sules; y Mearns, Strathgryfe, Renfrew y North Kyle para el propio Walter. Por las características de su cargo y su influencia regional, estos señores provinciales eran iguales a los condes escoceses nativos en todo excepto en el rango.

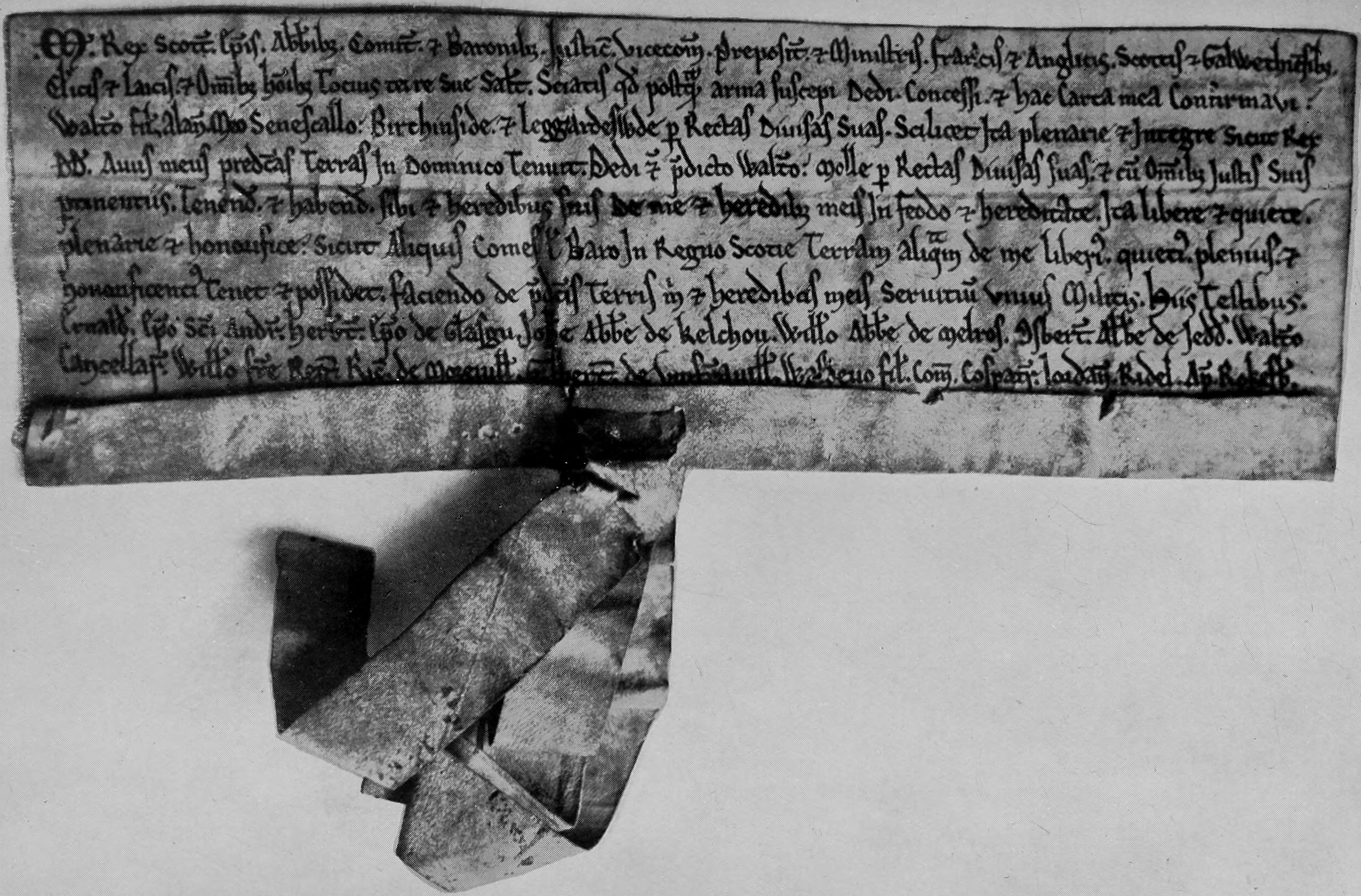
Carta de Walter de Birkenside, Legerwood y Mow de Malcolm IV, rey de Escocia

En 1161 × 1162, Malcolm confirmó la administración de Walter y confirmó las concesiones de David de Renfrew, Paisley, Pollock, "Talahret", Cathcart, Dripps, Mearns, Eaglesham, Lochwinnoch e Innerwick . También concedió a Walter West Partick, Inchinnan, Stenton, Hassenden, Legerwood y Birkenside, así como un toft con veinte acres en cada burgo y heredad del reino. Por esta concesión, Walter debía a su soberano el servicio de cinco caballeros . La concesión de alojamiento en cada asentamiento real importante sólo se confiaba a personas particularmente cercanas al rey y a aquellos que se esperaba que viajaran con él. La impresionante lista de veintinueve hombres eminentes que atestiguaron esta transacción parece ser evidencia de que el proceso tuvo lugar en un lugar público ante la corte real.
En algún momento de su carrera, Walter recibió North Kyle de David o Malcolm. También en 1161 × 1162, tal vez en la misma fecha que la carta de Malcolm a Walter, el rey concedió a Walter las tierras de Mow para el servicio de un caballero. Hay motivos para sospechar que la concesión original de tierras de David a Walter tuvo lugar en 1136. En 1139 × 1146, Walter fue testigo de una carta de David a la catedral de Glasgow en la que el rey entregaba a la catedral activos en Carrick, Cunningham, Strathgryfe y Kyle. Se cree que en 1165, Walter poseía tierras por valor de dos honorarios de caballero en Shropshire. La gran mayoría de sus propiedades estaban ubicadas al norte de la frontera con Inglaterra.

## Acciones eclesiásticas

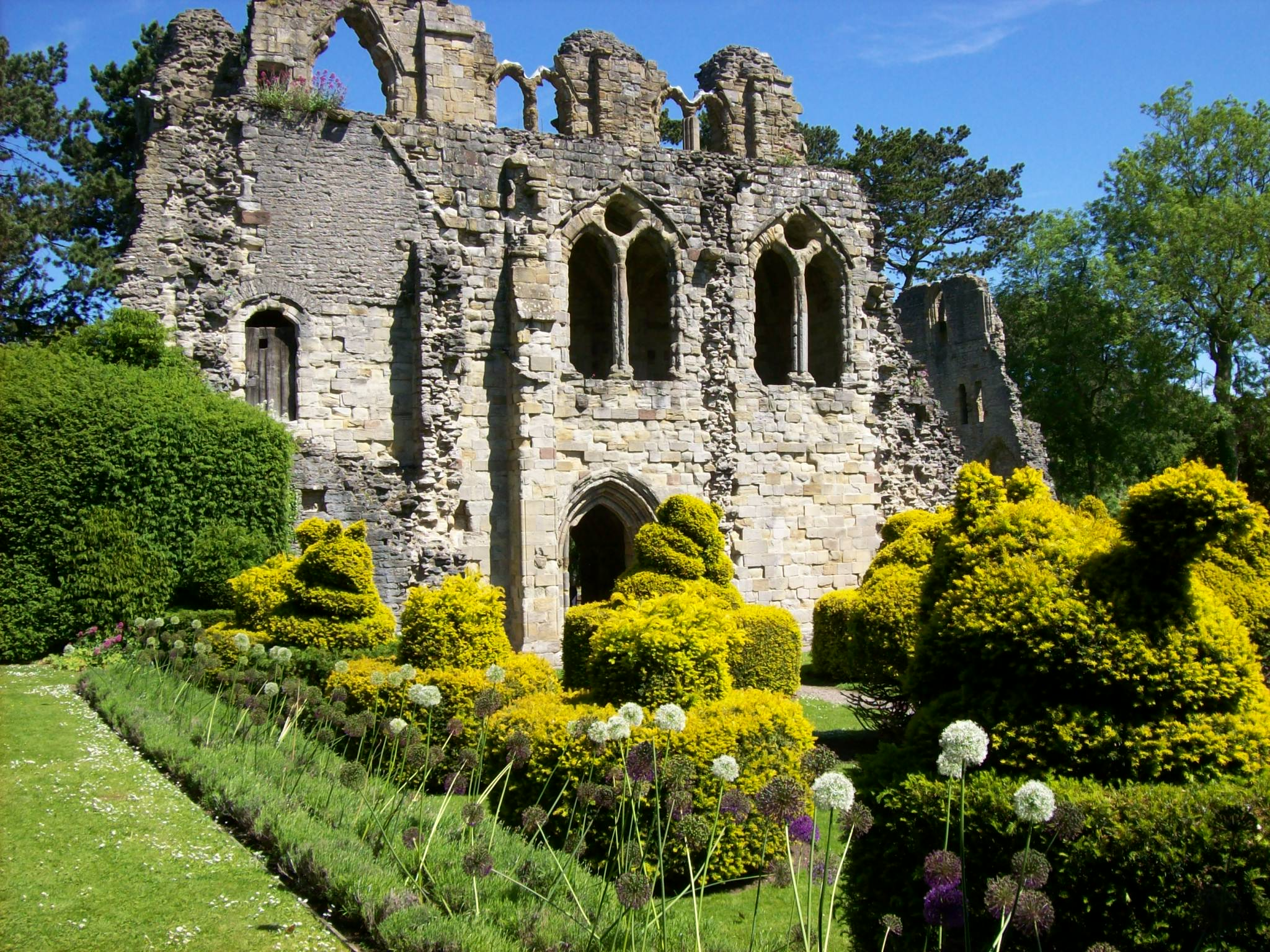
Priorato ruinoso de Wenlock. Walter parece haber sido un devoto de este priorato cluniacense inglés.

Walter fue un benefactor de la Abadía de Melrose y concedió a este monasterio tierras en Mauchline en Ayrshire. También entregó tierras en Dunfermline e Inverkeithing a la Abadía de Dunfermline.
Walter fundó la Abadía de Paisley alrededor de 1163. Esta casa religiosa se estableció inicialmente en Renfrew, en King's Inch, cerca del castillo de Renfrew, antes de trasladarse a Paisley. El hecho de que Walter lo convirtiera en monasterio cluniacense podría ser evidencia de su relación personal con el Priorato de Wenlock en Shropshire. Alternativamente, la decisión de asociar a Wenlock con su fundación en Renfrew podría haber surgido por devoción a la santa patrona de Wenlock: Santa Milburga.

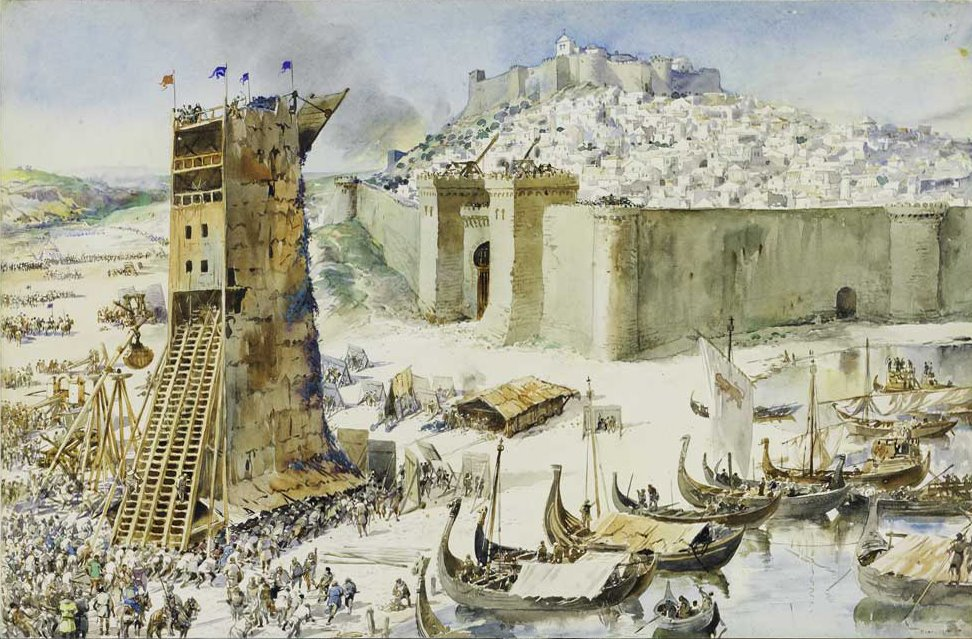
Una representación de principios del siglo XX del asedio de Lisboa en 1147. Hay motivos para sospechar que Walter estuvo entre los escoceses que participaron en la campaña para liberar Lisboa de los moros.

El priorato de Walter en Paisley estaba dedicado en parte a Santiago el Mayor. Esto, junto con el hecho de que Walter no fue testigo de ninguna de las cartas de David entre 1143 y 1145, podría ser indicativo de que Walter peregrinó al santuario de Santiago el Mayor en Santiago de Compostela. En la primavera de 1147, caballeros escoceses se unieron a una flota anglo-flamenca en Dartmouth y partieron rumbo a la Segunda Cruzada. La presencia de escoceses en esta fuerza de combate multiétnica está específicamente atestiguada en los documentos contemporáneos como De expugnatione Lyxbonensi y Gesta Friderici imperatoris. En junio, esta flota de ingleses, flamencos, normandos, renanos y escoceses llegó a Lisboa y se unió al asedio de la ciudad que duró meses por parte del rey de Portugal. Algunos de los aventureros que participaron en la expedición (un destacamento de cincuenta barcos de renanos) llegaron a visitar Santiago y es posible que Walter fuera uno de los escoceses que participó en esa expedición.

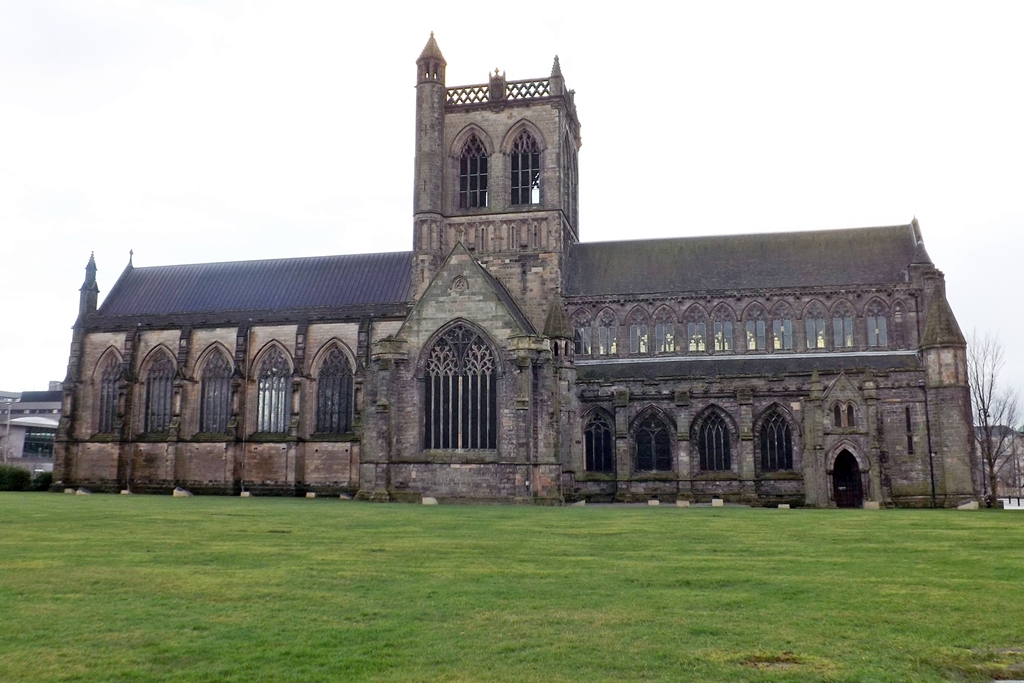
Abadía de Paisley. Walter fundó el priorato original alrededor de 1163.

Renfrew pudo haber servido como cabeza del grupo de propiedades de Strathgryfe en poder de Walter, y podría haber sido la capital de todas sus propiedades. El hecho de que eligiera Paisley como priorato no significa necesariamente que Renfrew fuera su centro principal. De hecho, hay motivos para sospechar que fue North Kyle desde donde Walter articuló sus posesiones. Por ejemplo, Walter otorgó a esta casa religiosa un diezmo de todas sus tierras excepto North Kyle. El hecho de que concediera sólo un terreno en North Kyle, a diferencia de sus grandes donaciones en otros lugares, sugiere que North Kyle era el bloque más grande de su propia propiedad. Como tal, la evidencia arqueológica de una mota del siglo XII en Dundonald podría indicar que Walter construyó el Castillo de Dundonald, una fortaleza de tierra y madera, como su caput principal.
La distribución desigual de las donaciones de Walter a Paisley parece haber sido el resultado del hecho de que había subinfeudado la mayor parte de Strathgryfe en el momento de su establecimiento. Los extensos territorios de Walter estaban formados por regiones habitadas por hablantes nativos de inglés, cumbrico y gaélico. Entre 1160-1241, hay aproximadamente cien vasallos, arrendatarios y dependientes de Walter y sus sucesores. Un número considerable de estos dependientes procedían de las tierras de Fitz Alan en Shropshire. En esta última región se hablaba principalmente galés en ese momento, y es posible que estos idiomas fueran entonces mutuamente inteligibles con el bretón y Cumbrico. De ser así, podría indicar que Walter y sus dependientes se establecieron deliberadamente en el oeste para aprovechar esta afiliación lingüística. Como tal, se podría haber esperado que los colonos entrantes poseyeran cierto grado de legitimidad por parte de los nativos como compañeros britanos .

## Eschina de Londres
Walter estuvo casado con Eschina de Londres (fl. 1177-1198), en un matrimonio probablemente concertado desde la corona, ya sea por David o Malcolm. A Eschina se le otorgan varias procedencias como de Londres y de Molle. El primer nombre parece indicar que su padre pertenecía a la familia Londres (o London). Podría tratarse de Richard de London. Las diversas formas del apellido locativo de Molle de Eschina podrían indicar que era nieta materna y heredera de un Lord de Mow, quizá Uhtred, hijo de Liulf. Se sabe que Uhtred concedió la iglesia de Mow a la abadía de Kelso durante el reinado de David.

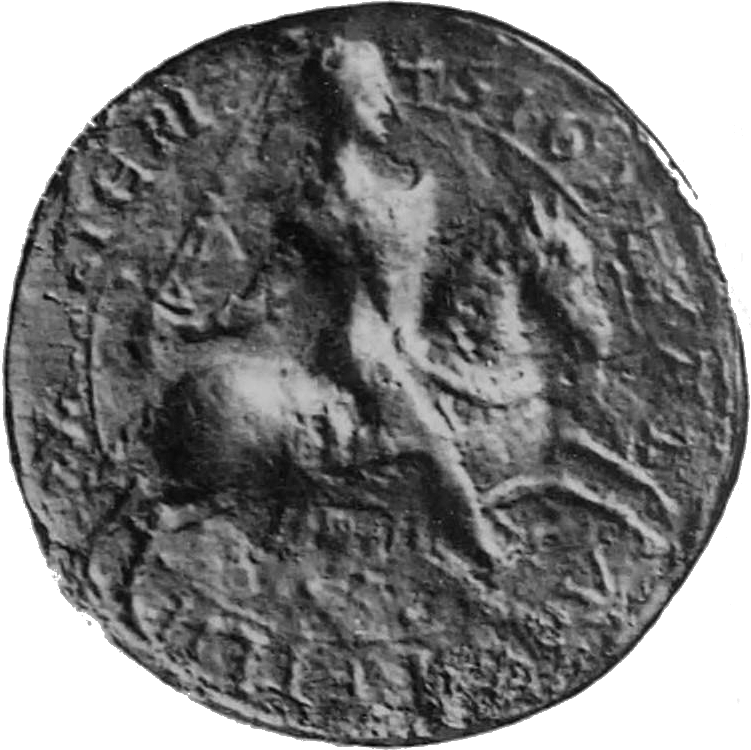
Un sello del hijo de Walter y Eschina, Alan, mostrando el escudo de armas de este último. El sello de Alan es la representación más antigua de heráldica llevada por la familia Stewart.

Si Eschina realmente poseía derechos de herencia sobre Mow, es posible que la concesión de este territorio a Walter fuera otorgada por el rey por motivos de su matrimonio, El hecho de que Uhtred parezca haber tenido un hijo y un hermano podría ser evidencia de que el rey habría pasado sobre los derechos de herencia de los herederos varones de Uhtred. Otra posibilidad sería que Eschina sólo poseyera derechos sobre Mow por su matrimonio con Walter.
Walter fue el primer marido de Eschina, que le sobrevivió. Su segundo marido fue probablemente Henry de Cormunnock, con quien tuvo dos hijas: Cecilia y Maud. La concesión de Eschina a Paisley registra que su hija, Margaret, fue enterrada allí. Una hija de Walter pudo haber sido Christina, viuda de William de Brus, señor de Annandale, y segunda esposa de Patricio I, conde de Dunbar . El parentesco de Christina con la familia de Walter podría explicar la posesión posterior de Birkenside por parte de los Dunbar.

## Galloway

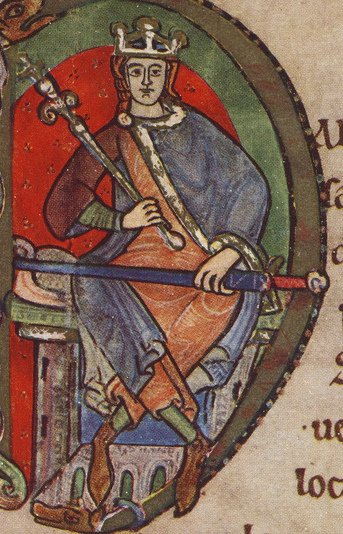
Malcolm IV tal como se lo representa en una carta real de mediados del siglo XII. Es posible que Walter haya hecho campaña con el rey en el continente.

Walter firma como testigo una carta de Malcolm en Les Andelys en Normandía. Esta carta parece indicar que Walter fue uno de los barones escoceses que acompañaron al rey en su campaña contra los franceses en Toulouse en 1159. Este registro es el único acto conocido del rey en el Continente. Malcolm regresó a Escocia en 1160, después de haber pasado meses haciendo campaña al servicio de los ingleses. A su regreso, el rey se vio obligado a afrontar un intento de golpe de Estado en Perth. Habiendo tratado con éxito con este considerable número de magnates descontentos, la Crónica de Holyrood y la Crónica de Melrose de los siglos XII al XIII revelan que Malcolm realizó tres expediciones contra Galloway. Aunque no se registran los nombres de los acompañantes del rey, es probable que Walter estuviera entre ellos.
Las circunstancias de estas invasiones no están claras; Lo que está claro, sin embargo, es que Fergus de Galloway, se sometió a los escoceses antes de fin de año. Concretamente, según la Gesta Annalia I, una vez que los escoceses sometieron Galloway, los conquistadores obligaron a Fergus a retirarse a Holyrood y entregar a su hijo, Uhtred, como rehén. Por un lado, es posible que el propio Fergus hubiera desencadenado el ataque escocés al atacar el territorio entre los ríos Urr y Nith. El hecho de que la Crónica de Holyrood describa a los oponentes galovidianos de Malcolm como "enemigos federados" y no mencione a sus hijos, sugiere que Fergus contaba con otros apoyos. De hecho, es posible que Malcolm se hubiera topado con una alianza entre Fergus y Somairle mac Gilla Brigte, Rey de las Islas .

## las islas

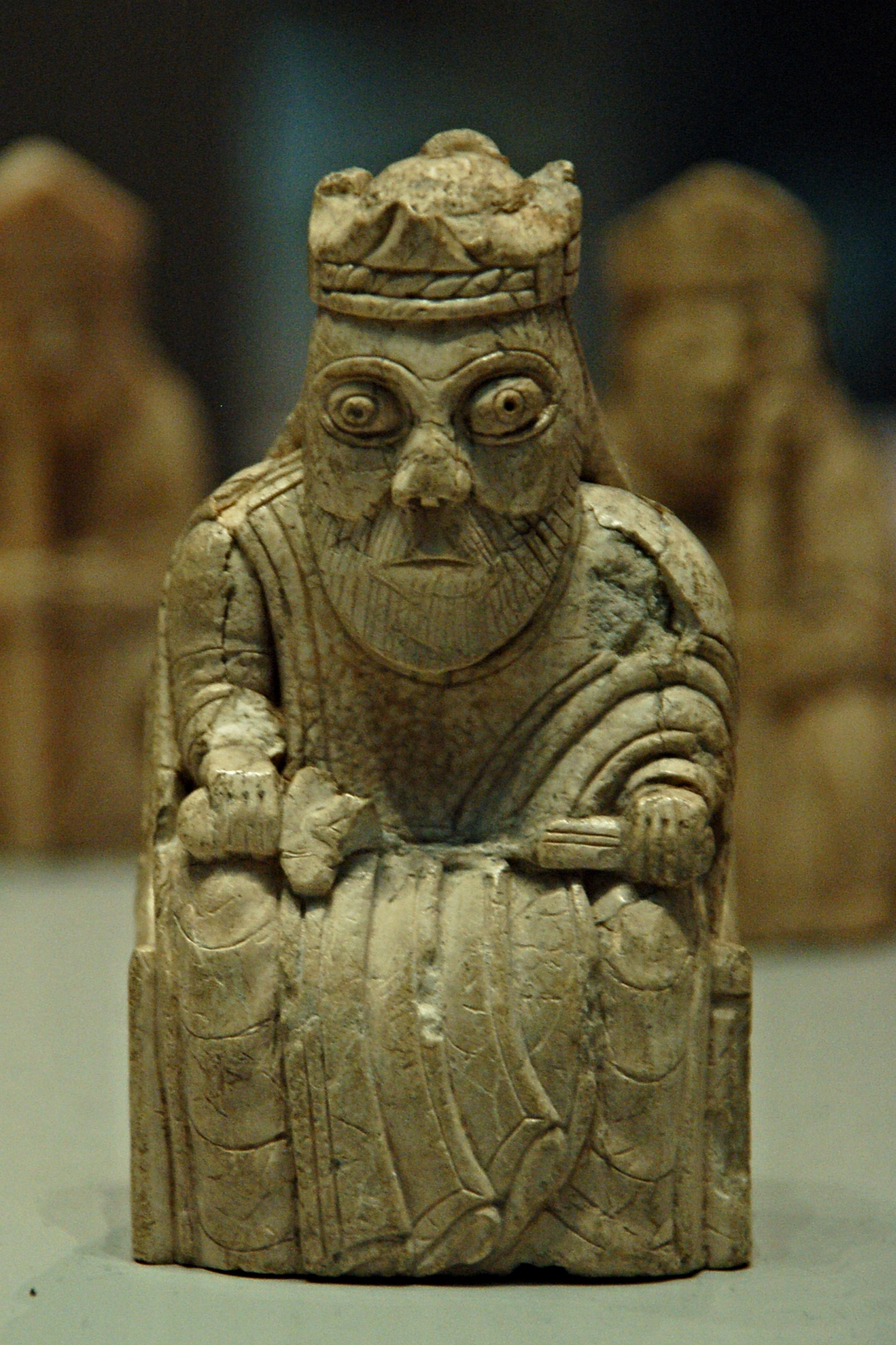
Una rey de las llamadas piezas de ajedrez de Lewis

En 1164, Somairle lanzó una invasión de Escocia. Esta campaña marítima está atestiguada por los Anales de Tigernach del siglo XIV, los Anales del Ulster de los siglos XV al XVI, el Carmen de Morte Sumerledi del siglo XII, la Crónica del siglo XIII de Roger de Hoveden, la Crónica de Holyrood, la Crónica de Mann de los siglos XIII al XIV, la Crónica de Melrose, Gesta Annalia I, el Libro de Mac Carthaigh del siglo XV, y el Scotichronicon del siglo XV.
Las diversas representaciones de las fuerzas de Somairle, que se dice que fueron reclutadas en Argyll, Dublín y las Islas, parecen reflejar el notable alcance de poder de Somairle. Según la Crónica de Melrose, Somairle desembarcó en Renfrew, donde fue derrotado y muerto por las fuerzas locales. Esta ubicación podría indicar que el objetivo de Somairle era Walter. Sin embargo, no sabemos quién estaba al frente de las fuerzas escocesas. Sería lógico pensar que el comandante fuera alguno de los principales hombres de la zona: Herbert, obispo de Glasgow, Baldwin, sheriff de Lanark/Clydesdale, o el propio Walter. Si bien parece que Somairle centró su ofensiva en el señorío de Walter en Renfrew, también es posible que Hebert, como agente de Malcolm al oeste, fuera el objetivo previsto. Ciertamente, Carmen de Morte Sumerledi asocia a Herbert con la victoria, y no menciona a Walter. Por otro lado, las tierras cercanas de Baldwin, Inverkip y Houston, fueron atacadas por las fuerzas navales de Somairle, lo que sugiere que bien Baldwin, bien sus seguidores se enfrentaron y vencieron a los invasores.

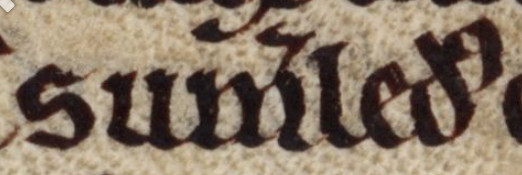
El nombre de Somairle mac Gilla Brigte tal como aparece en el folio 133r del Cambridge Corpus Christi College 139 (Carmen de Morte Sumerledi): " Sumerledus "

Se desconoce exactamente por qué Somairle intentó invadir a los escoceses. Su ascenso al poder parece coincidir con un aparente debilitamiento de la autoridad real escocesa en Argyll. Aunque David bien pudo haber considerado a Argyll como súbdito escocés, la carrera posterior de Somairle revela claramente que este último se consideraba un gobernante independiente. La primera aparición de Somairle en una fuente contemporánea se produce en 1153, cuando la Crónica de Holyrood informa que respaldó la causa de sus nepotes, los Meic Máel Coluim, en un golpe fallido tras la muerte de David. Estos nepotes —posiblemente sobrinos o nietos de Somairle—eran hijos de Máel Coluim mac Alasdair, pretendiente al trono escocés, descendiente del hermano mayor de David, Alejandro I de Escocia. Cuatro años más tarde, Somairle lanzó una nueva invasión de Escocia, y es posible que se llevara a cabo en el contexto de otro intento de apoyar el reclamo de Máel Coluim al trono escocés.

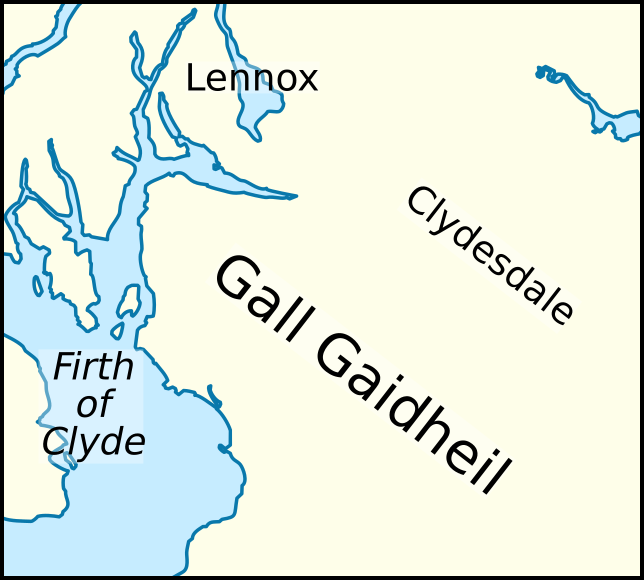
Señoríos del siglo XII, creados por David I y Malcolm IV, parecen haber surgido de territorios previamente ocupados por los Gall Gaidheil. Es posible que Somairle haya intentado recuperar estas tierras de manos de los escoceses.

Otra posibilidad es que Somairle estuviera intentando recuperar una franja de territorio que recientemente había sido ocupada por la Corona escocesa. Aunque no hay ningún registro de Somairle antes de 1153, su familia estuvo implicada en una insurrección anterior de Máel Coluim contra David que terminó con la captura y encarcelamiento de aquel en 1134. Una consecuencia de esta revuelta fallida es visible en una carta real escocesa emitida en Cadzow alrededor de 1136. Esta fuente registra el reclamo de la Corona escocesa sobre cáin en Carrick, Kyle, Cunningham y Strathgryfe. Históricamente, esta región parece haber formado parte del territorio dominado por los Gall Gaidheil, un pueblo mixto escandinavo y gaélico. Es posible que estas tierras hubieran formado parte anteriormente de un reino independiente antes de la victoria de la Corona escocesa sobre Máel Coluim y sus partidarios. El diploma de Cadzow es uno de los primeros registros históricos de Fergus. Esto podría indicar que, si bien la familia de Somairle pudo haber sido desplazada como consecuencia de la derrota de Máel Coluim y la consolidación de la región por parte de David, Fergus y su familia, podrían haberse beneficiado en este momento como partidarios de la causa de David. LA aparición de Fergus entre la élite escocesa de Cadzow es sin duda una prueba del creciente alcance de la autoridad real de David en la década de 1130.

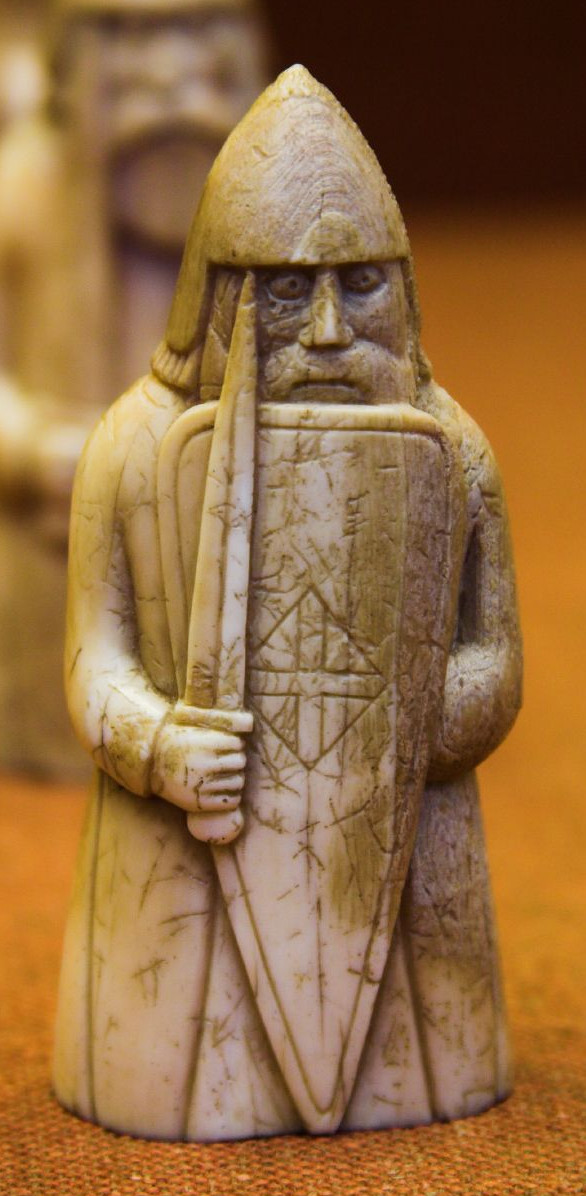
Una pieza de juego de torre de las piezas de ajedrez de Lewis

Otra figura que aparece por vez primera en estos documentos es Walter,  a quien se le pueden haber concedido las tierras de Strathgryfe, Renfrew, Mearns y North Kyle con motivo de la concesión de cáin por parte de David. Una posibilidad es que la invasión de Somairle pudo haber sido una respuesta ante la amenaza que Walter —y otros magnates escoceses recientemente enfeudados— planteaban a su autoridad. Un desencadenante del enfrentamiento pudo haber sido el vacío creado tras el asesinato del suegro de Somairle, Óláfr Guðrøðarson, rey de las islas, en 1153. Aunque la incertidumbre política que siguió a la desaparición de Óláfr ciertamente habría significado un riesgo para los escoceses, la acumulación simultánea de poder escocés a lo largo de la costa occidental (por ejemplo, las concesiones territoriales recibidas por Walter en la zona) indica que los escoceses también estaban intentando sacar provecho de la situación. De hecho, hay motivos para sospechar que, durante el reinado de Malcolm (y tal vez con el consentimiento real), Walter expandió su propia autoridad hacia el Fiordo de Clyde, las islas de Clyde, las costas meridionales de Cowal y la periferia de Argyll.
La pobre salud de Malcolm, un hombre que murió antes de los veinticinco años, junto con el creciente poder de Somairle a lo largo de la costa occidental de Escocia, podría explicar la confirmación de Malcolm de la mayordomía y las tierras de Walter en 1161-1162. Walter pudo haber buscado una confirmación escrita de sus derechos ante las amenazas externas que enfrentaba la Corona escocesa. De hecho, pudiera ser que Somairle intentara aprovecharse de la grave enfermedad del rey para lanzar su campaña y limitar la expansión occidental de la influencia escocesa.

## Muerte y sucesores

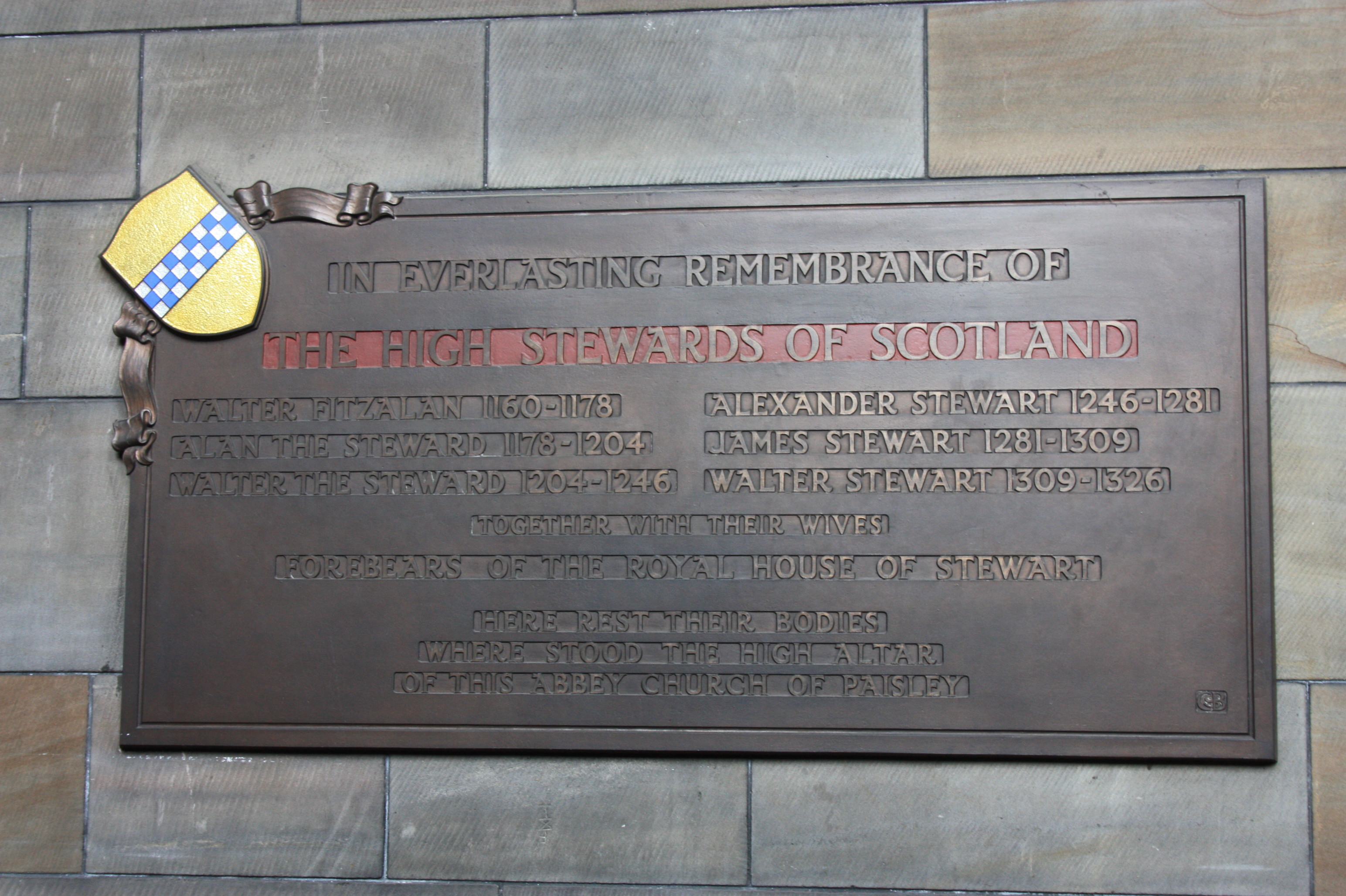
Monumento a los Mayordomos de Escocia en la Abadía de Paisley

Walter sirvió como mayordomo hasta su muerte en 1177. Antes de su fallecimiento, Walter se retiró a Melrose, donde murió como miembro laico del monasterio. Posteriormente fue enterrado en Paisley. El hijo y sucesor de Walter, Alan, no parece haber igualado la constante asistencia de Walter a la corte real. [note 24]
Durante el mandato del bisnieto de Walter, Alexander Stewart, mayordomo de Escocia el título de dapifer regis Scotie ("mayordomo del rey de Escocia") fue reemplazado por la denominación senescallus Scotie ("mayordomo de Escocia" ). También en esta generación los descendientes de Walter comenzaron a llevar formas del apellido Stewart. Concretamente, su bisnieto y tocayo, Walter Stewart, conde de Menteith, es el primer descendiente conocido que adoptó senescallus como apellido sin haber poseído el cargo de mayordomo. Walter fue el fundador de la familia Stewart, que daría origen finalmente a la Casa de Estuardo.